# Onitis confusus
Onitis confusus là một loài bọ cánh cứng trong họ Bọ hung (Scarabaeidae).